# Бергер, Альфред (фигурист)
Альфред Бергер, нем. Alfred Berger (25 августа 1884 года — 11 июля 1966 года) — австрийский фигурист, выступавший в парном катании с Хелен Энгельманн. Олимпийский чемпион 1924 года и двукратный чемпион мира в 1922 и 1924 годах.

## Спортивные достижения
| Соревнования/Год | 1922 | 1924 |
| Олимпиады        |      | 1    |
| Чемпионаты мира  | 1    | 1    |